# سن جوانی سورجو
سن جوانی سورجو (به ایتالیایی: San Giovanni Suergiu) یک کومونه در ایتالیا است که در استان کاربونیا-ایگلسیاس واقع شده‌است.

## خصوصیات
سن جوانی سورجو ۷۰٫۶ کیلومترمربع مساحت و ۶٬۰۴۴ نفر جمعیت دارد و ۱۶ متر بالاتر از سطح دریا واقع شده‌است.